# メダンの夕べ
『メダンの夕べ』（メダンのゆうべ、フランス語: Les Soirées de Médan）は、1880年にフランスで発刊された6人の自然主義作家による短編集である。いずれの話も普仏戦争に関連したものである。
- 水車小屋の攻撃（フランス語版） (L'Attaque du moulin) - エミール・ゾラ
- 脂肪の塊 (Boule de Suif) - ギ・ド・モーパッサン
- 背嚢を背に (Sac au dos) - ジョリス＝カルル・ユイスマンス
- 瀉血 (La Saignée) - アンリ・セアール（英語版）
- L'Affaire du Grand 7 - レオン・エニック（英語版）
- Après la bataille - ポール・アレクシ（英語版）

この短編集のタイトルは、パリ近郊のメダンにあるゾラの別荘に由来している。この別荘にはモーパッサン、ユイスマンらゾラを師と仰ぐ青年作家が集まり、彼らは「メダン派」(Groupe de Médan)と呼ばれていた。この短編集は、普仏戦争における出来事を現実的かつ非英雄的な手法で描くことで、フランス政府が推し進めた愛国的な戦争観とは対局的な自然主義文学の理想を推進しようとしたものである。
モーパッサンは、この短編集に収録された『脂肪の塊』が高く評価され、文豪としての地位を確立した。ゾラの『水車小屋の攻撃』は、アルフレッド・ブリュノーによって同名のオペラとなったが、舞台はフランス革命に変更されている。